# Венера (міфологія)
Вене́ра (лат. Venus; gen. singularis  Veneris) — давньоримська богиня любові, краси, бажання, сексу, фертильності, весни, садів, процвітання і перемоги. За деякими припущеннями, спочатку Венера була персоніфікацією абстрактного поняття «милості богів» (лат. venia). Її образ було запозичено з грецької богині краси і кохання Афродіти. Початково культ Венери не був поширений, але набув популярності з укріпленням віри в те, що богиня була матір'ю героя Енея, предка римлян.
На честь богині названо найяскравіше після Сонця і Місяця небесне тіло, видиме з Землі — планету Венера, «Ранкову Зірку».

## Венера у міфах
Будучи богинею весни, Венера керувала відновленням усього і розквітом сил, в тому числі людських. Зокрема Венера була покровителькою сили кохання, могла запалювати це почуття, наділяти красою і сама вважалася зразком жіночої вроди. Богиня славилася щедрістю у пробудженні між людьми кохання, за що величалася Дарувальницею і З'єднувачкою.
Коли її син Еней плив зі спаленої Трої в Італію, Венера виступала посередницею між ним і богами. Вона оберігала нащадків Енея, тобто всіх римлян, і сприяла обороні римських міст від ворогів. Ця богиня, як покровителька усякого відновлення мала здатність очищати землі від осквернення, зокрема від пролиття крові. Позаяк вона відновлювала все, що занепало і відроджувала померле, її найближчою подругою вважалася богиня поховання Лібітіна.
Посланцем Венери у світах богів і людей був її син Купідон (Амур). Своїми чарівними луком і стрілами він вражав людей у серце, викликаючи любовний потяг одне до одного. Супроводжували Венеру три грації, богині вроди, радості і жіночої привабливості. Улюбленими птахами богині були лебеді і голуби, за що люди вважали їх символами міцного кохання. З рослин Венера найбільше любила мирт, яблука і гранати.

## Культ Венери

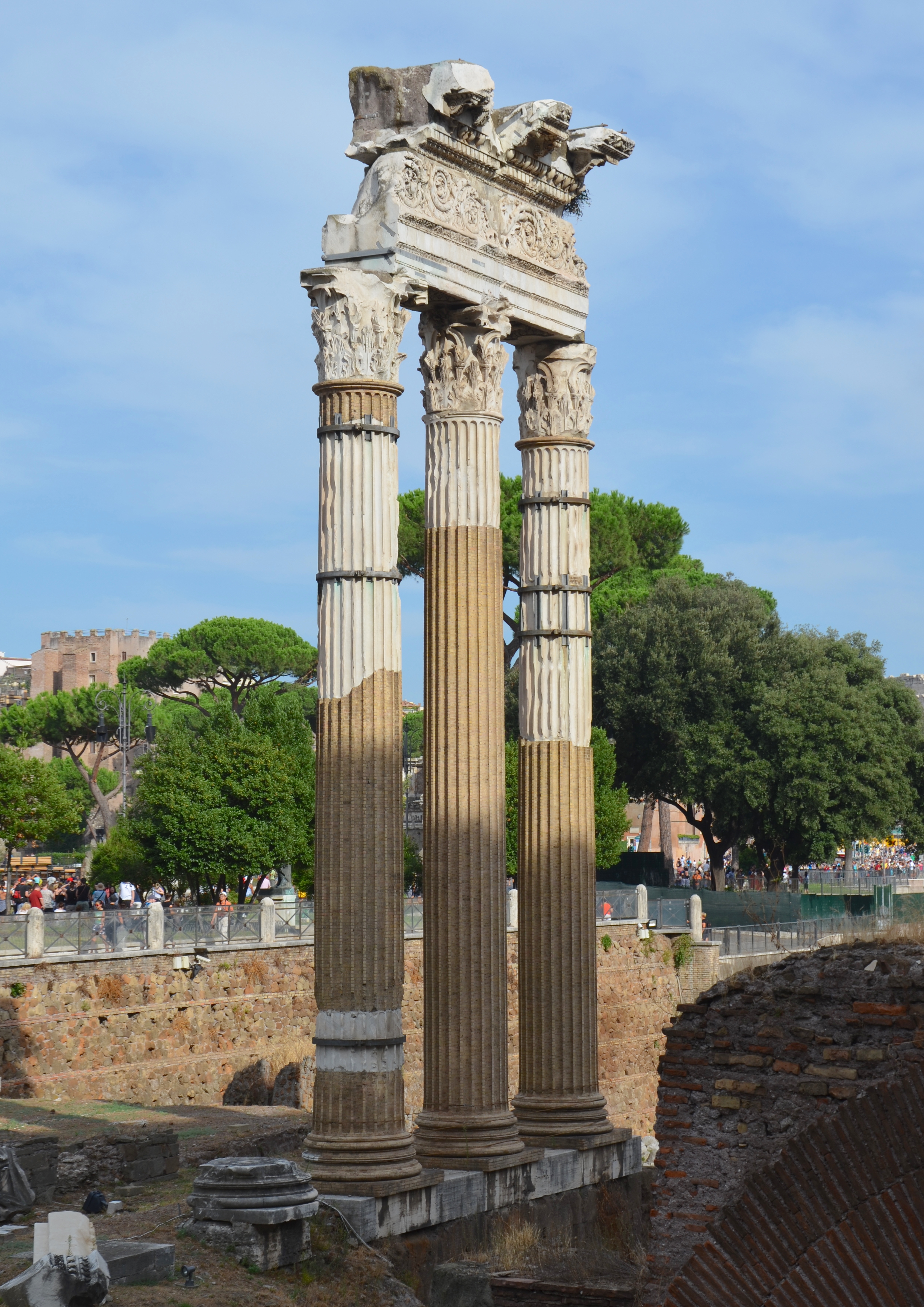
Храм Венери Прародительки у Форумі Цезаря, Рим

Римський вчений Марк Теренцій Варрон (116-27 рік до н. е.) писав, що він не знайшов жодних згадок про культ Венери у найдавніших документах. Першими храмами, присвяченими Венері, були храми в Лавініумі і в Ардеа (нині регіон Лаціо в Італії). Після поразки в Битві при Тразименському озері у другій Пунічній війні 217 року до н. е., на Капітолійському пагорбі у Римі 23 квітня 215 року до н. е. був побудований храм Венери. З поширенням переказів про Енея як предка римлян, Венера була ототожнена з його матір'ю Афродітою. Її шанобливо називали Венерою прародителькою, як праматір всіх римлян. Римські імператори вважали себе нащадками Венери.
Особливу популярність Венера набула в I ст. до н. е., коли її заступництвом користувались:
- Сулла, який вважав, що Венера дає йому щастя (звідси його прізвисько «Щасливий»), і сам прийняв прізвище «Епафродит» (Επαφρόδιτος)[джерело?];
- Помпей, що присвятив її храм як Переможниці;
- і особливо Цезар, що вважав її прародителькою Юліїв (Венера Genetrix).

Як богині кохання, Венері приписувалося пробудження кохання між людьми, сприяння шлюбам і їх збереження. На відміну від Афродіти, яка відповідала за пристрасне кохання, Венера уявлялася охоронницею благочестя і моралі. З допомогою гілок її улюбленого дерева мирт здійснювався обряд очищення.
Великий вплив на розповсюдження культу Венери в Римі мав культ фінікійської богині Астарти, але самі римляни ототожнювали її з грецькою Афродітою. Її сина Купідона вони вважали тим самим богом, що і в греків Ерот, грацій ототожнювали з харитами.
Венеру наділяли такими епітетами: «Милостива», «Очисниця», «Кінна», «Лиса» (за переказами, у пам'ять самовідданих римлянок, які дали своє волосся для виготовлення канатів під час війни з галлами ) та ін.
У письменників Венера — насамперед богиня кохання, пристрасті, мати Амура. А з розповсюдженням східних культів Венера стала ототожнюватись з іншими богинями — Ісидою, Астартою. Відоме розповсюдження отримав культ Венери та Адоніса — її гинучого та воскресаючого коханця.

## Інше
- У романських мовах «днем Венери» називається п'ятниця: лат. dies Veneris, італ. venerdì, фр. vendredi, ісп. viernes, рум. vineri, окс. і кат. divendres, вен. vénere (винятком є лише португальська назва — sexta feira). У германських мовах назва п'ятого дня тижня пов'язана з ім'ям богині Фрейї, що відповідала давньоримській Венері: давн-англ. Frīġedæġ, англ. Friday, нім. Freitag, давн.в-нім. Frīatag, нід. vrijdag, дан. fredag, норв. fredag, швед. Fredag, дав.-ісл. Frjádagur.
- Хвороби, що поширюються статевим шляхом, отримали назву венеричних.
- «Венериними ямочками» називають парні западини на попереку.
- Ділянку над вульвою іноді називають «Венериним горбком».
- Venus («Венера») — пісня нідерландського гурту Shocking Blue, популярна у 1980-х роках.
- Venus (Venus Divine, Venus Vibrance, Venus Breeze) — марки бритвених систем для жінок компанії Gillette (зараз — у складі Procter & Gamble).

## Галерея

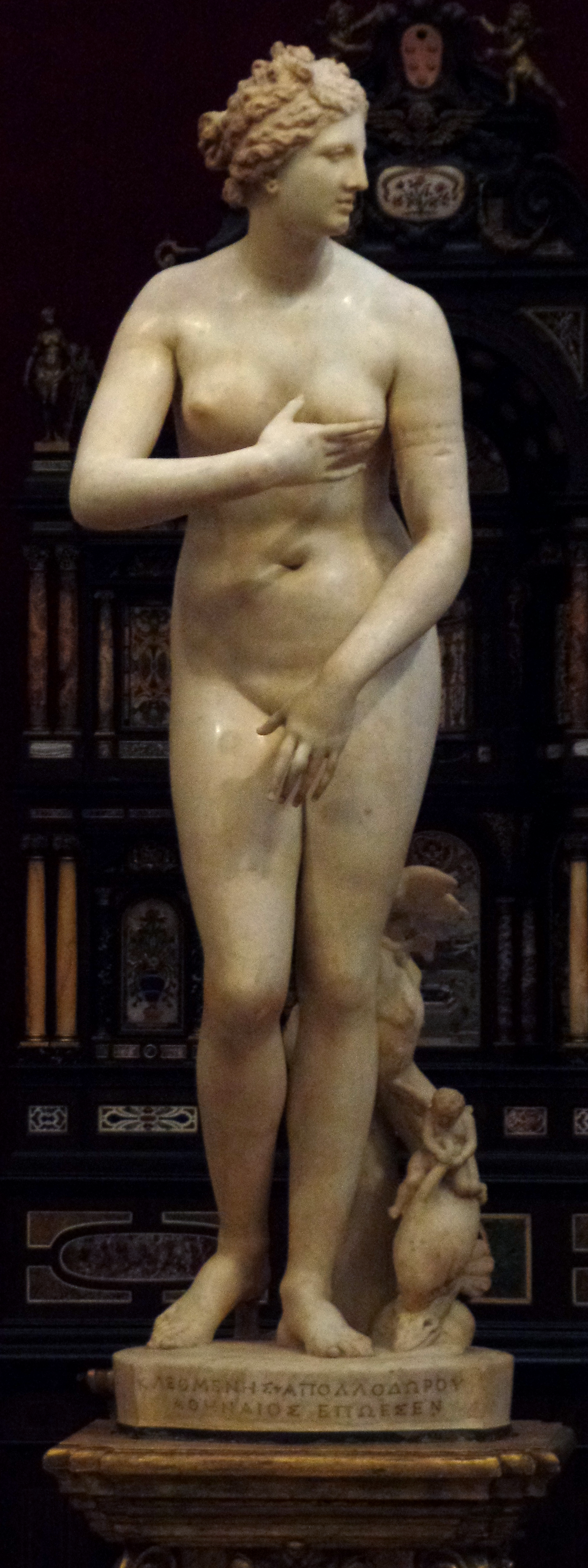
Венера Медічі. Галерея Уффіці (I ст.)
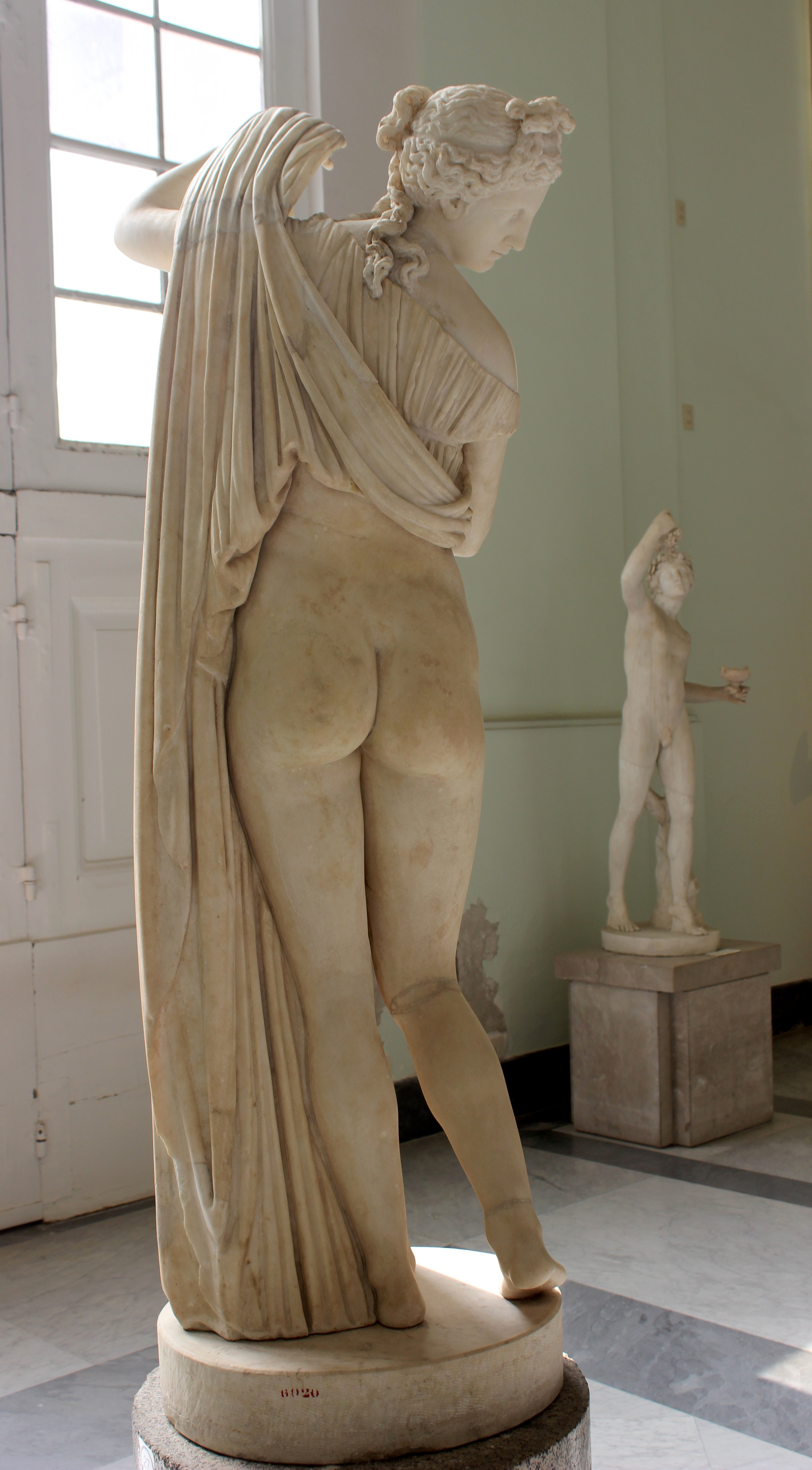
Венера Калліпіга. Національний археологічний музей Неаполя (ІІ-І ст. до н.е.)
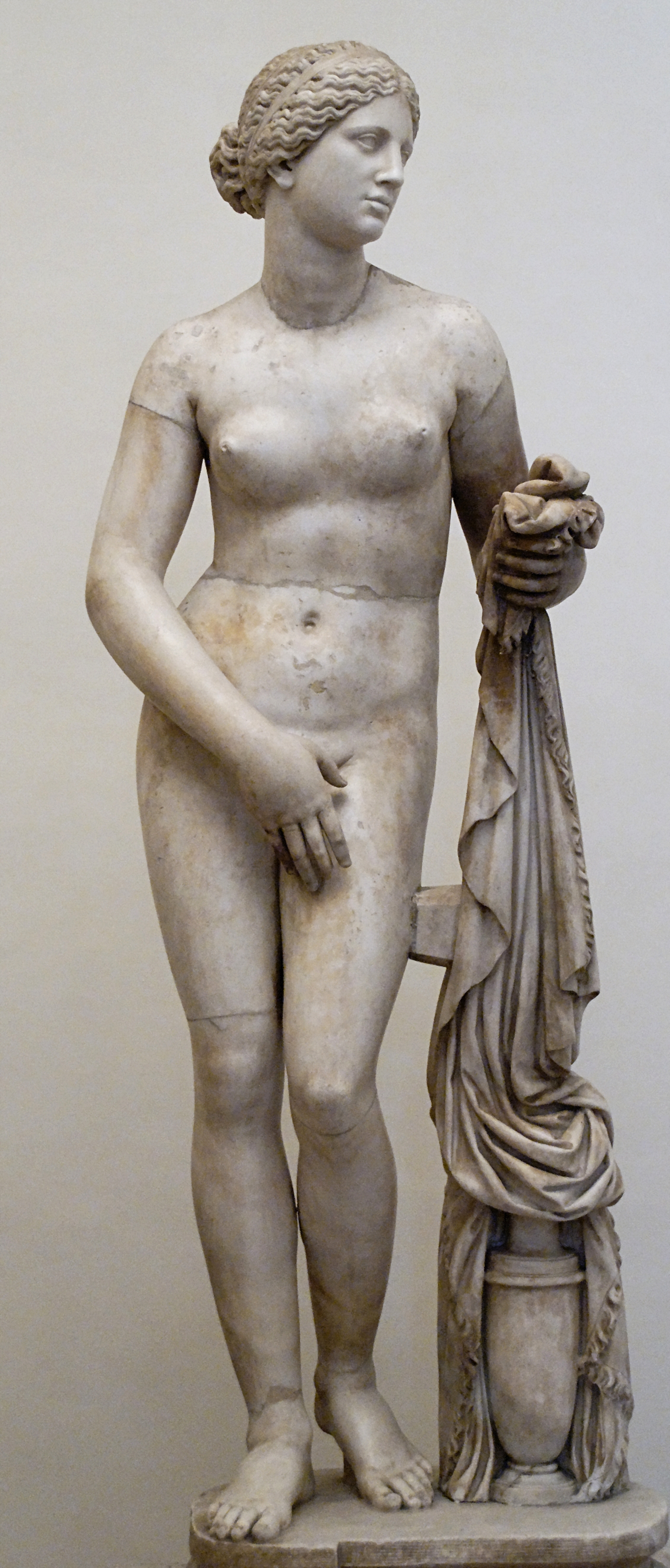
Венера Кнідська. Мармурова, римська копія за грецьким оригіналом, Палаццо Альтемпс (IV ст.)
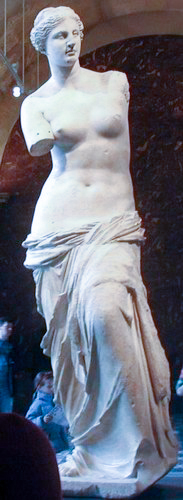
Венера Мілоська. Мармурова копія, Агесандр Антіохійський, Лувр (ІІ ст.)
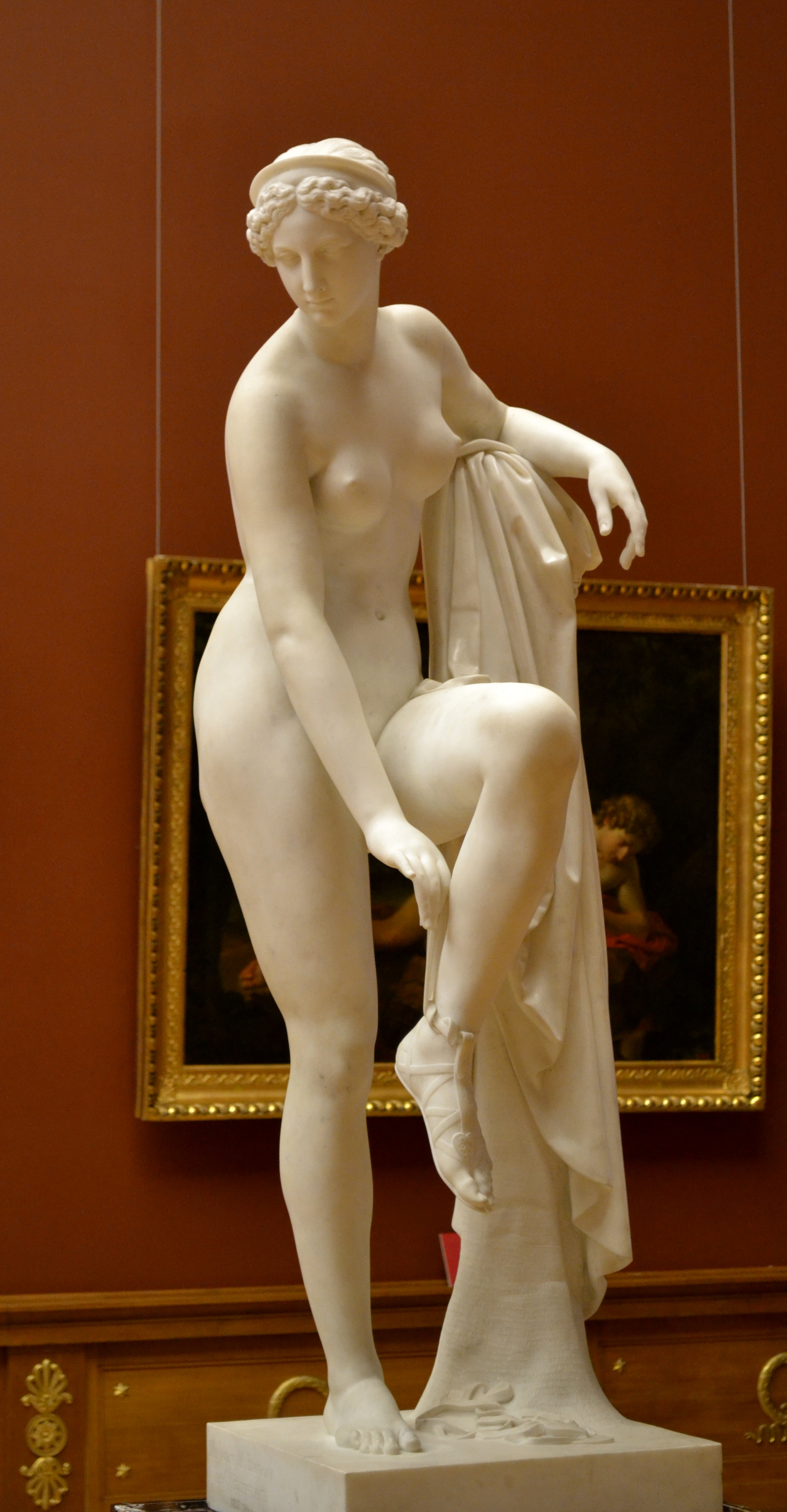
Венера знімає сандалю. Віталі І.П., Державний Російський музей (1852)
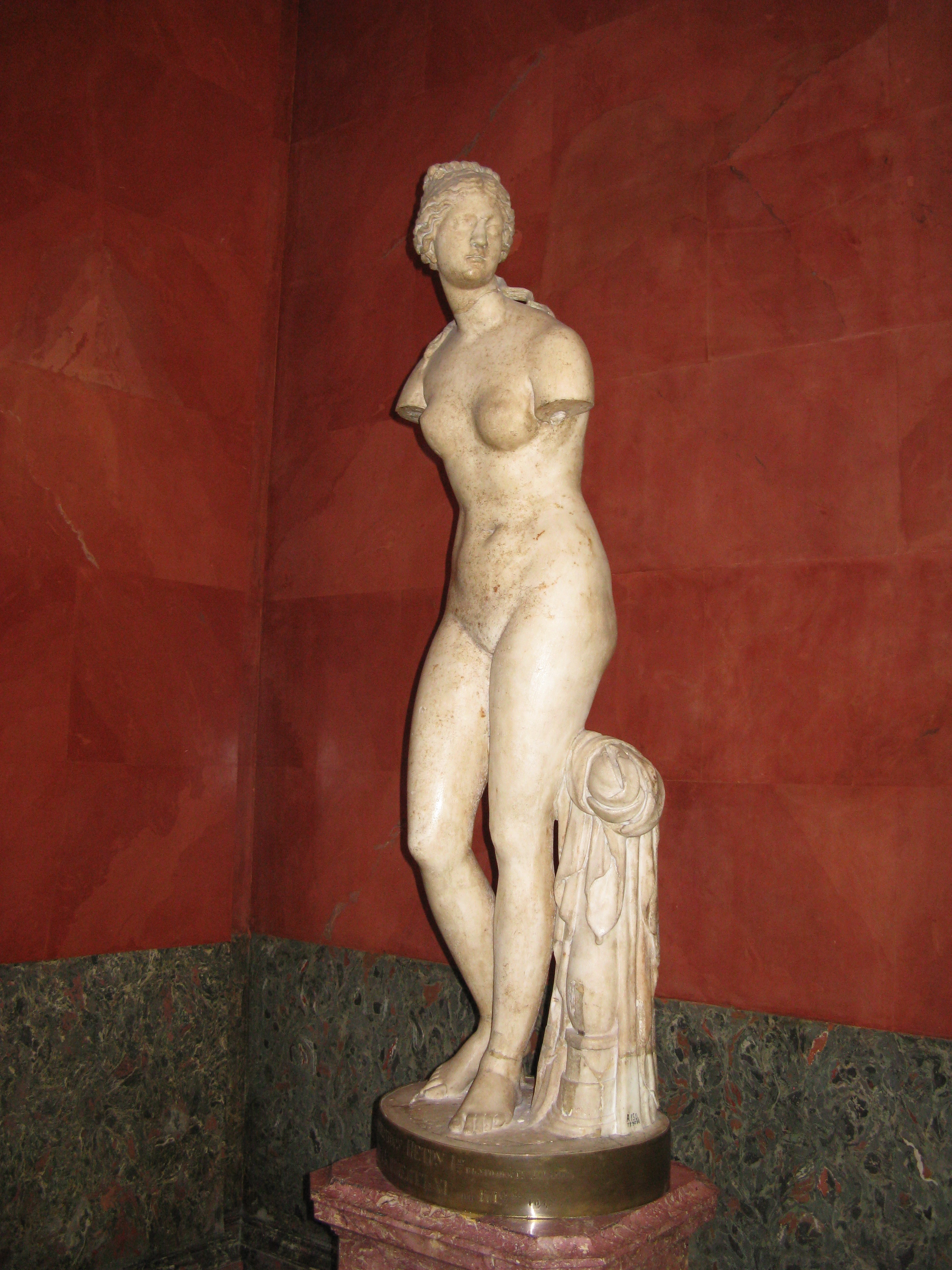
Венера Таврійська. Мармуровий грецький оригінал, Ермітаж (II ст. до н.е.)
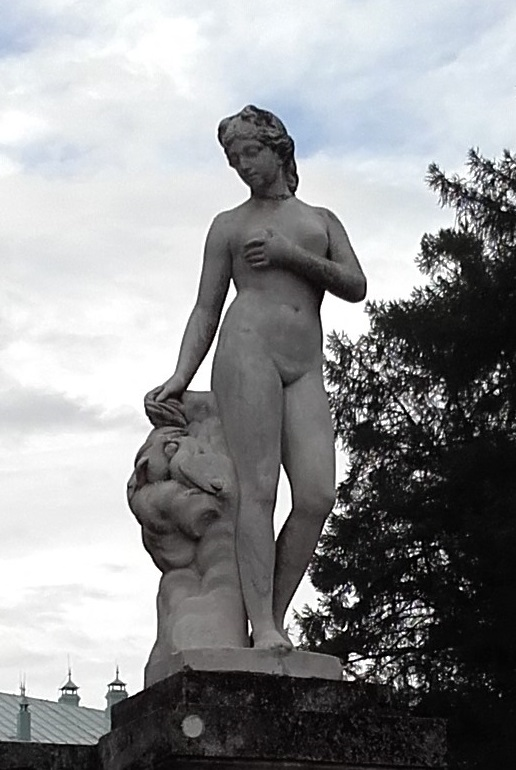
Венера. На верхній терасі музею-садиби у Архангельському
Народження Венери. Сандро Боттічеллі, Галерея Уффіці (1485)
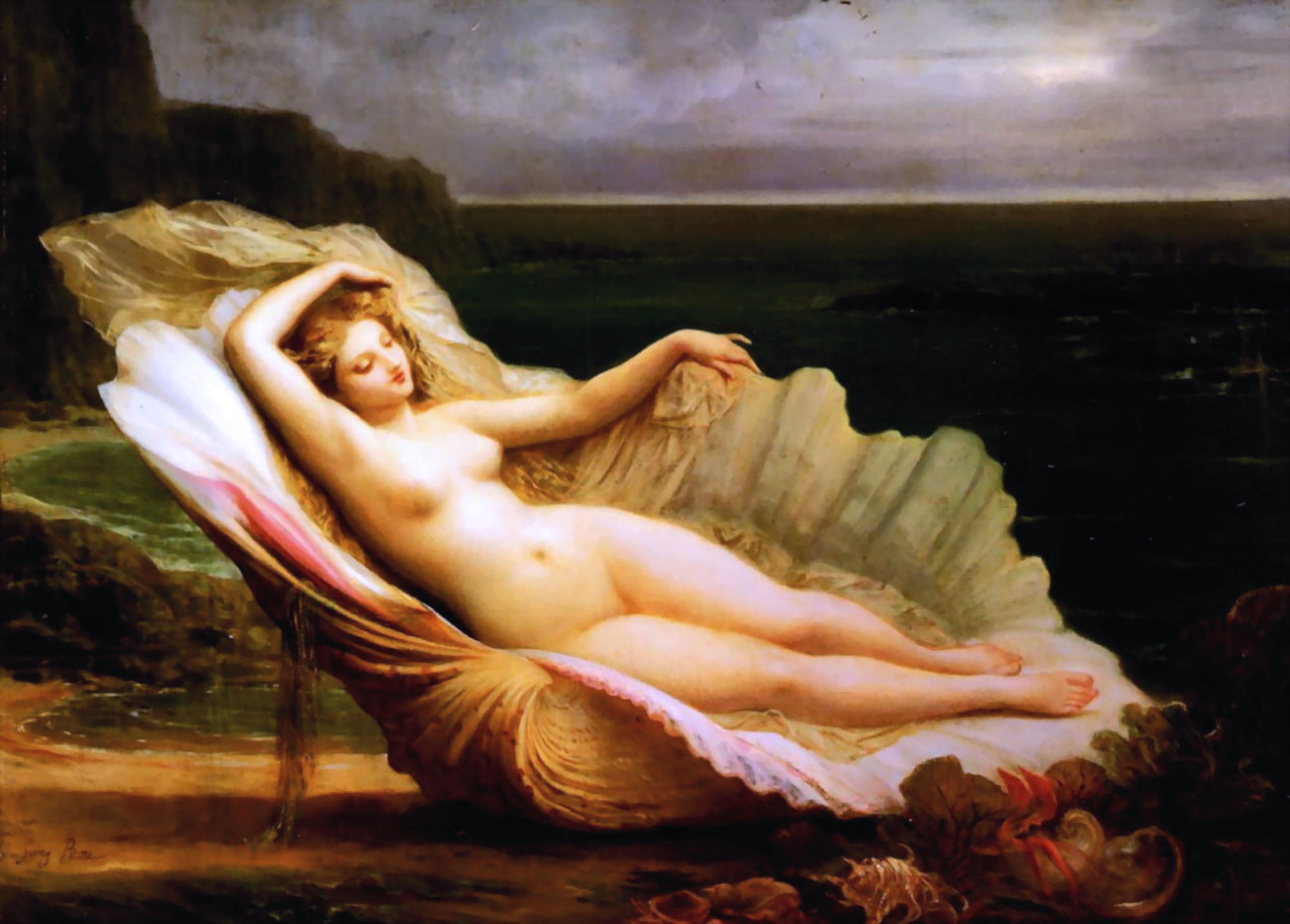
Венера. Анрі-П'єр Піку, приватна збірка (XIX ст.)
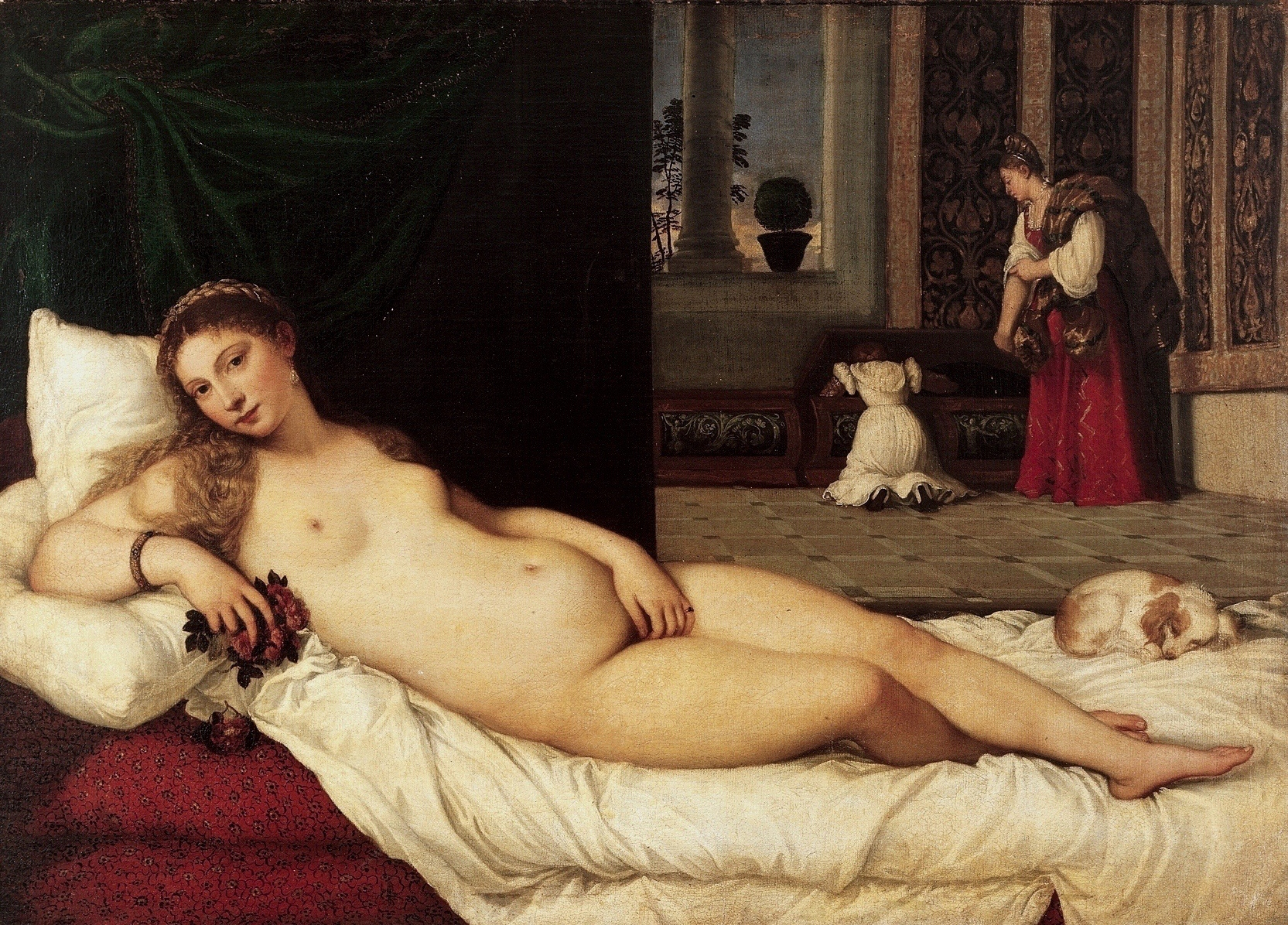
Венера Урбінська. Тіціан, Галерея Уффіці (1538)
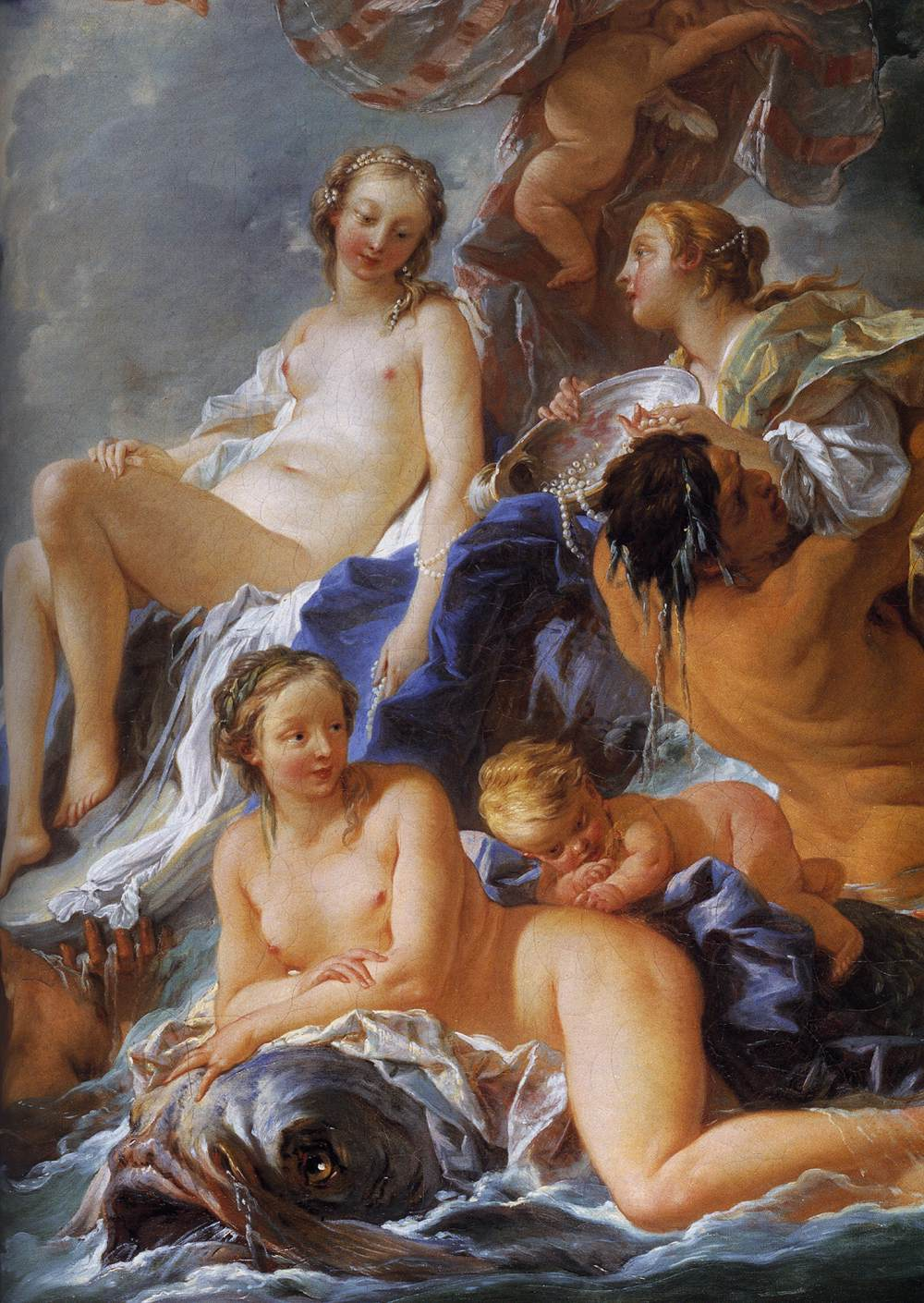
Тріумф Венери (фрагмент). Франсуа Буше, Національний музей Швеції (1740)
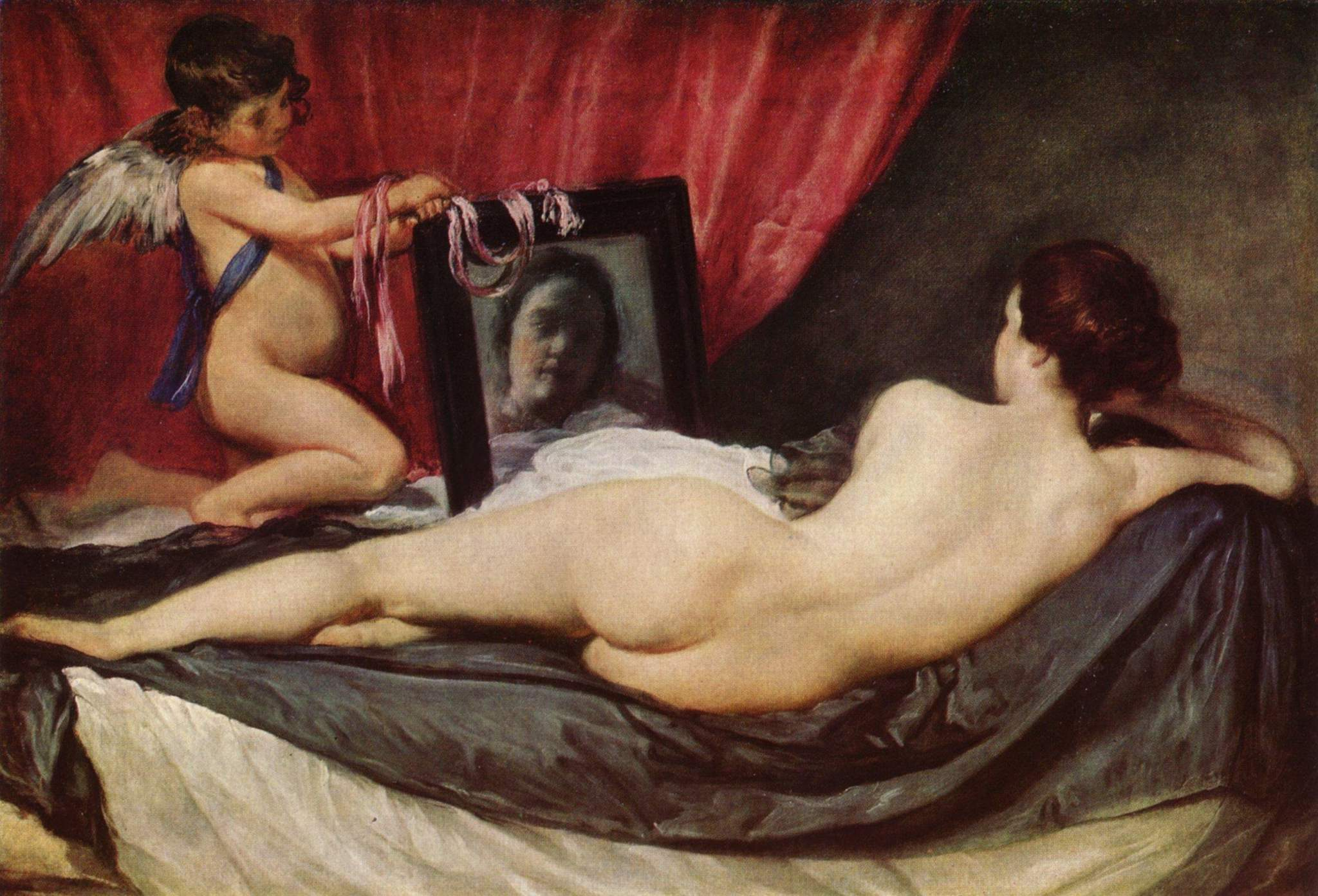
Венера із дзеркалом. Дієго Веласкес, Національна галерея у Лондоні (1644)
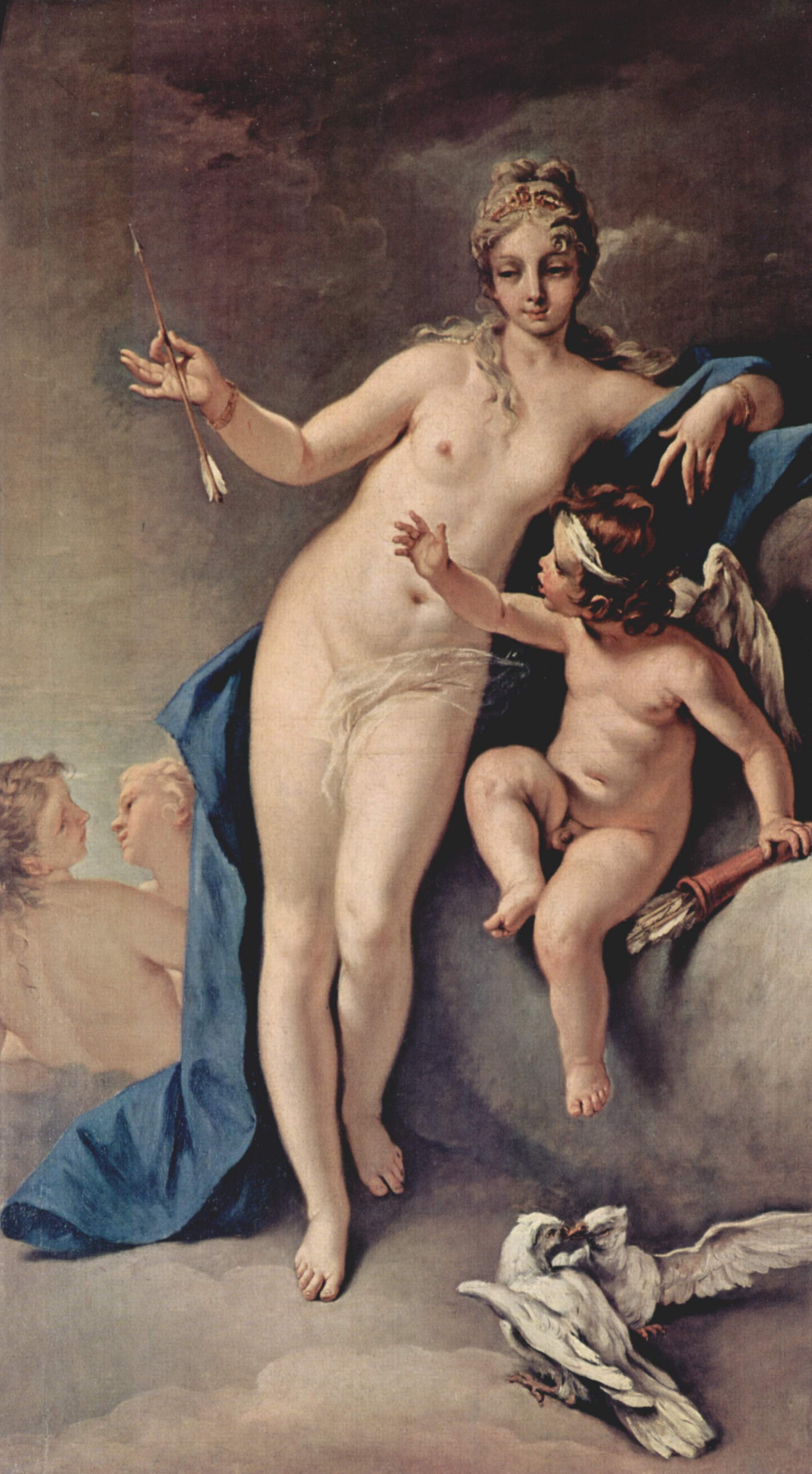
Венера та Амур. Себастьяно Річчі, Чизік-хаус (бл. 1713)
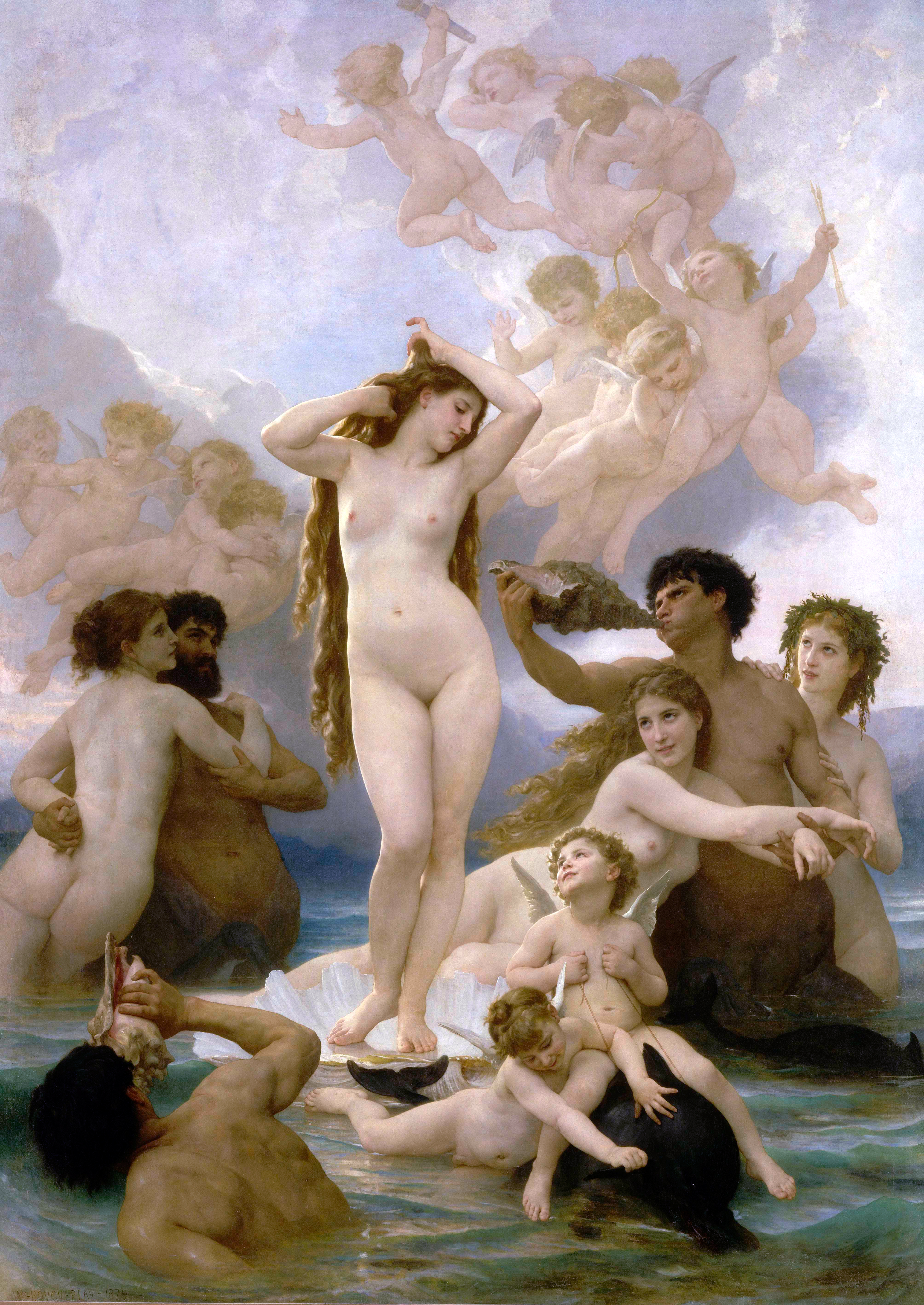
Народження Венери. Адольф Вільям Бугро, Музей д'Орсе (1879)
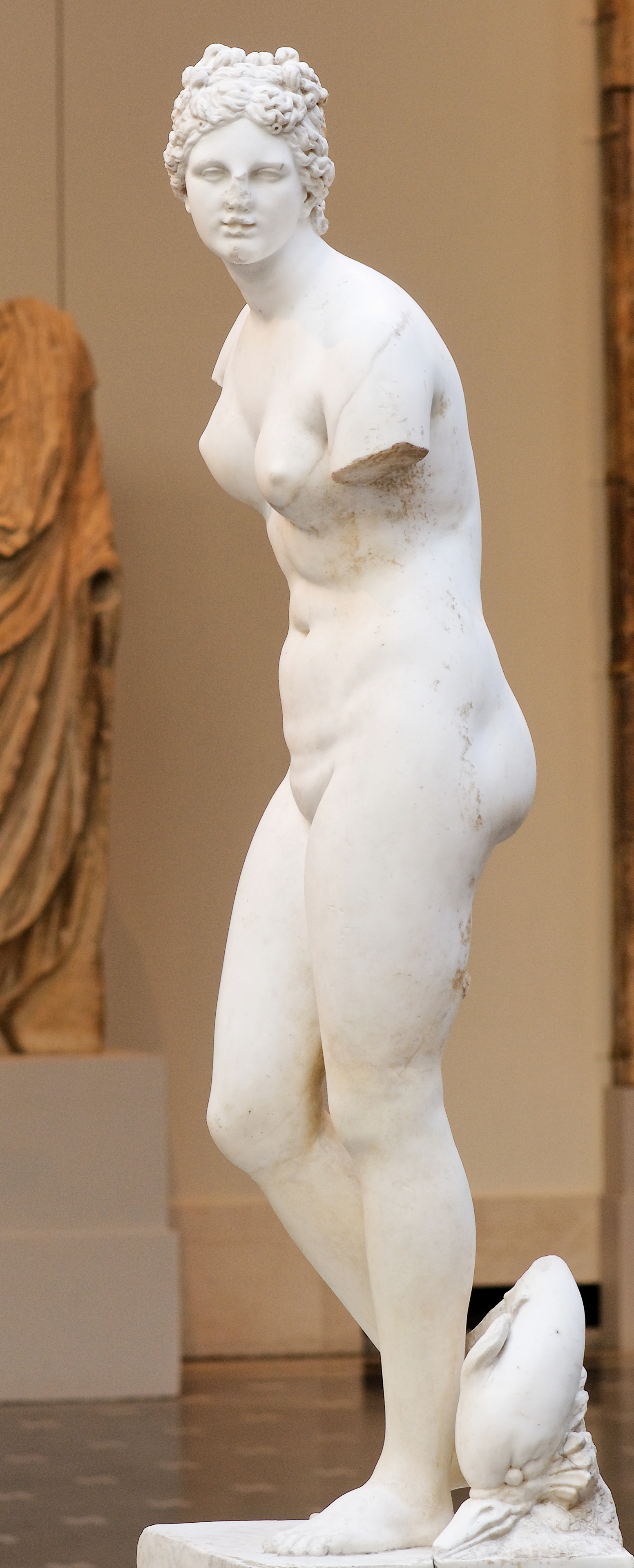
Венера Медічі. Римська копія з грецького оригіналу, музей мистецтва Метрополітен
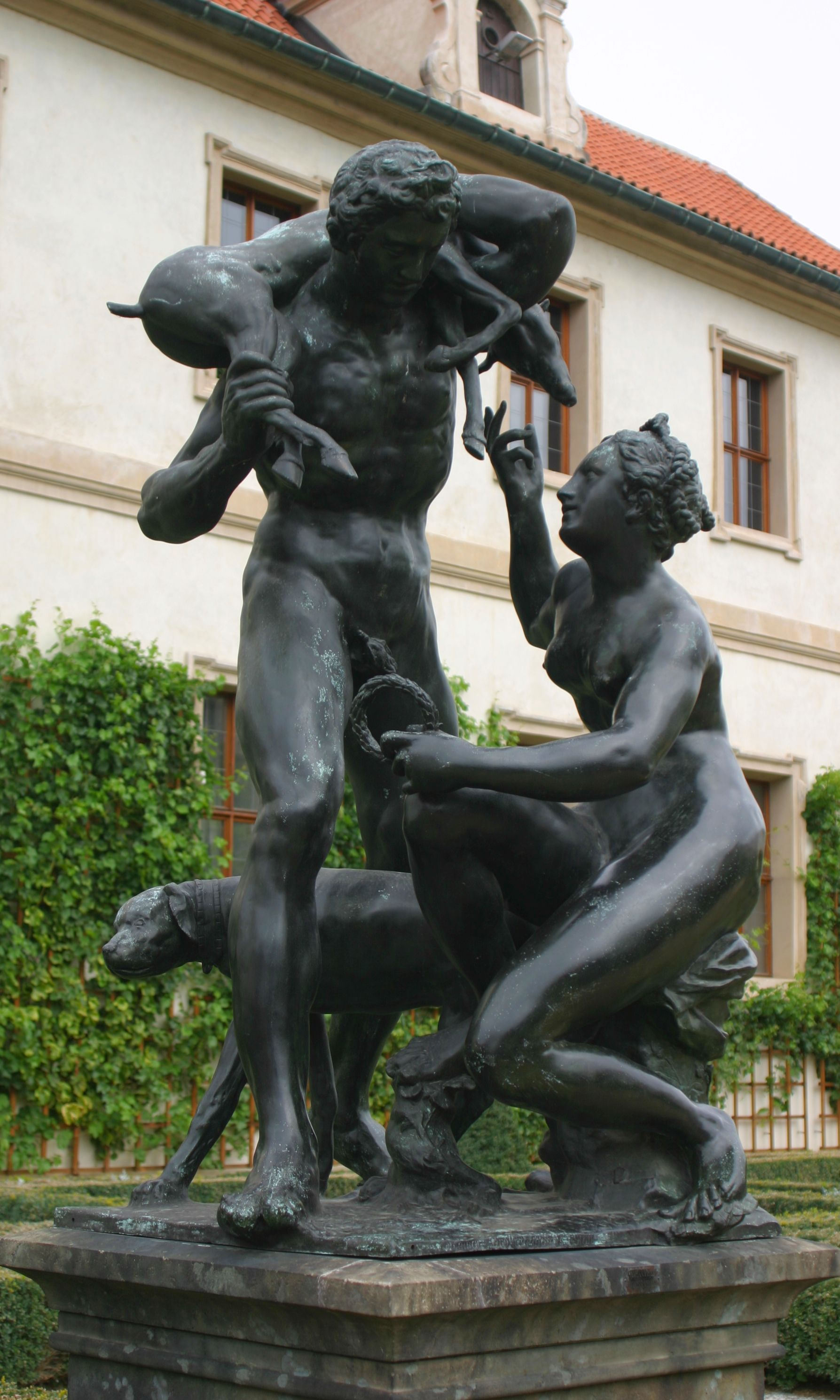
Адоніс і Венера. Адріан де Врис, парк Валдштейнського палацу, Прага